# Satkhira (distrikt)
Satkhira (engelska: Satkhira District) är ett distrikt i Bangladesh.   Det ligger i provinsen Khulna, i den södra delen av landet, 200 km sydväst om huvudstaden Dhaka. Antalet invånare är 1 985 959.
Trakten runt Satkhira består huvudsakligen av våtmarker. Runt Satkhira är det tätbefolkat, med 356 invånare per kvadratkilometer.